# Хмелевая (Львовская область)
Хмелевая (укр. Хмелева) — село в Золочевской городской общине Золочевского района Львовской области Украины.
Население по переписи 2001 года составляло 179 человек. Занимает площадь 0,728 км². Почтовый индекс — 80741. Телефонный код — 3265.